# Liga Mundial de Voleibol
La Liga Mundial de Voleibol fue una competición anual masculina. Fue creada en 1990 y  terminada con la edición de 2017. Esta enfrentaba a las mejores selecciones del mundo. Era la competición de mayor duración organizada por la FIVB. Desde 2018 es reemplazada por la Liga de Naciones de Voleibol.

## Actual sistema de juego
- A la Liga Mundial clasifican los mejores 14 del torneo anterior. El resto debe revalidar su plaza contra el ganador de alguno de los diferentes torneos continentales.
- Los 16 participantes se dividen en cuatro zonas, A, B, C y D. En cada zona se enfrentan todos contra todos (Ronda Intercontinental), cuatro veces contra cada equipo, siendo cada equipo local dos veces y dos veces visitante. Los partidos se disputan cada semana, en días viernes, sábados y domingos. Se contabilizan tres puntos por victoria, en caso de que el juego dure 5 sets el puntaje es de dos puntos para el vencedor y uno para el perdedor.
- Al finalizar todos los partidos, los dos mejores equipos de cada zona en la tabla, salvo el segundo de la Zona C, clasifican a la ronda final, a los que se le suma el anfitrión de la ronda final.
- En caso de que se produzca un empate en puntos entre dos o más equipos, la clasificación se define dividiendo el número de puntos conseguidos en todos los partidos por el número de puntos en contra.
- En la siguiente ronda, que ya se disputa en la ciudad sede, los ocho equipos clasificados se dividen en dos zonas, A y B, en las que también se enfrentan todos contra todos, pero solamente una vez ante cada rival. Los dos mejores de cada zona clasifican a las semifinales.
- En semifinales, el primero de la zona A enfrenta al segundo de la zona B y viceversa.
- Los dos equipos no clasficados a semifinales juegan por el 5.º puesto.
- Los dos equipos que cayeron en semifinales juegan por el 3.er puesto.
- Los dos equipos que vencieron en semifinales juegan la final.

## Historial
| Año  | Sede de las finales | oro            | Plata               | Bronce                          | Cuarto                          |
| ---- | ------------------- | -------------- | ------------------- | ------------------------------- | ------------------------------- |
| 1990 | Osaka               | Italia         | Países Bajos        | Brasil                          | Unión Soviética                 |
| 1991 | Milán               | Italia         | Cuba                | Unión Soviética                 | Países Bajos                    |
| 1992 | Génova              | Italia         | Cuba                | Estados Unidos                  | Países Bajos                    |
| 1993 | São Paulo           | Brasil         | Rusia               | Italia                          | Países Bajos                    |
| 1994 | Milán               | Italia         | Cuba                | Brasil                          | Bulgaria                        |
| 1995 | Río de Janeiro      | Italia         | Brasil              | Cuba                            | Rusia                           |
| 1996 | Róterdam            | Países Bajos   | Italia              | Rusia                           | Cuba                            |
| 1997 | Moscú               | Italia         | Cuba                | Rusia                           | Países Bajos                    |
| 1998 | Milán               | Cuba           | Rusia               | Países Bajos                    | Italia                          |
| 1999 | Mar del Plata       | Italia         | Cuba                | Brasil                          | Rusia                           |
| 2000 | Róterdam            | Italia         | Rusia               | Brasil                          | República Federal de Yugoslavia |
| 2001 | Katowice            | Brasil         | Italia              | Rusia                           | República Federal de Yugoslavia |
| 2002 | Belo Horizonte      | Rusia          | Brasil              | República Federal de Yugoslavia | Italia                          |
| 2003 | Madrid              | Brasil         | Serbia y Montenegro | Italia                          | República Checa                 |
| 2004 | Roma                | Brasil         | Italia              | Serbia y Montenegro             | Bulgaria                        |
| 2005 | Belgrado            | Brasil         | Serbia y Montenegro | Cuba                            | Polonia                         |
| 2006 | Moscú, Rusia        | Brasil         | Francia             | Rusia                           | Bulgaria                        |
| 2007 | Katowice            | Brasil         | Rusia               | Estados Unidos                  | Polonia                         |
| 2008 | Río de Janeiro      | Estados Unidos | Serbia              | Rusia                           | Brasil                          |
| 2009 | Belgrado            | Brasil         | Serbia              | Rusia                           | Cuba                            |
| 2010 | Córdoba             | Brasil         | Rusia               | Serbia                          | Cuba                            |
| 2011 | Gdansk/Sopot        | Rusia          | Brasil              | Polonia                         | Argentina                       |
| 2012 | Sofía               | Polonia        | Estados Unidos      | Cuba                            | Bulgaria                        |
| 2013 | Mar del Plata       | Rusia          | Brasil              | Italia                          | Bulgaria                        |
| 2014 | Florencia           | Estados Unidos | Brasil              | Italia                          | Irán                            |
| 2015 | Río de Janeiro      | Francia        | Serbia              | Estados Unidos                  | Polonia                         |
| 2016 | Cracovia            | Serbia         | Brasil              | Francia                         | Italia                          |
| 2017 | Curitiba            | Francia        | Brasil              | Canadá                          | Estados Unidos                  |

## Medallas
Actualizado al 9 de julio de 2017.
| Núm. | País            | Oro | Plata | Bronce | Total |
| ---- | --------------- | --- | ----- | ------ | ----- |
| 1    | Brasil          | 9   | 7     | 4      | 20    |
| 2    | Italia          | 8   | 3     | 4      | 15    |
| 3    | Rusia           | 3   | 5     | 6      | 14    |
| 4    | Estados Unidos  | 2   | 1     | 2      | 5     |
| 5    | Francia         | 2   | 1     | 1      | 4     |
| 6    | Cuba            | 1   | 5     | 3      | 9     |
| 6    | Serbia          | 1   | 5     | 3      | 9     |
| 8    | Países Bajos    | 1   | 1     | 1      | 3     |
| 9    | Polonia         | 1   | 0     | 1      | 2     |
| 10   | Unión Soviética | 0   | 0     | 1      | 1     |
| 11   | Canadá          | 0   | 0     | 1      | 1     |

## Apariciones
| Equipo          | Ap. | Última | Ap. en G1 | Ap. en G2 | Ap. en G3 |
| --------------- | --- | ------ | --------- | --------- | --------- |
| Brasil          | 28  | 2017   | 28        | 0         | 0         |
| Italia          | 28  | 2017   | 28        | 0         | 0         |
| Cuba            | 26  | 2016   | 23        | 2         | 1         |
| Rusia           | 26  | 2017   | 26        | 0         | 0         |
| Japón           | 24  | 2017   | 20        | 4         | 0         |
| Francia         | 22  | 2017   | 20        | 2         | 0         |
| Países Bajos    | 21  | 2017   | 17        | 4         | 0         |
| Estados Unidos  | 20  | 2017   | 20        | 0         | 0         |
| Bulgaria        | 20  | 2017   | 19        | 1         | 0         |
| Polonia         | 20  | 2017   | 20        | 0         | 0         |
| Serbia          | 20  | 2017   | 20        | 0         | 0         |
| Argentina       | 19  | 2017   | 17        | 2         | 0         |
| Corea del Sur   | 19  | 2017   | 15        | 4         | 0         |
| China           | 18  | 2017   | 14        | 2         | 2         |
| España          | 15  | 2017   | 11        | 0         | 4         |
| Portugal        | 14  | 2017   | 10        | 4         | 0         |
| Alemania        | 13  | 2017   | 10        | 1         | 2         |
| Grecia          | 13  | 2017   | 10        | 0         | 3         |
| Finlandia       | 13  | 2017   | 9         | 4         | 0         |
| Canadá          | 11  | 2017   | 8         | 3         | 0         |
| Venezuela       | 9   | 2017   | 6         | 0         | 3         |
| Egipto          | 7   | 2017   | 4         | 2         | 1         |
| Australia       | 5   | 2017   | 3         | 2         | 0         |
| República Checa | 5   | 2017   | 1         | 4         | 0         |
| Puerto Rico     | 4   | 2016   | 1         | 0         | 3         |
| Irán            | 5   | 2017   | 5         | 0         | 0         |
| Bélgica         | 4   | 2017   | 2         | 2         | 0         |
| México          | 4   | 2017   | 0         | 0         | 4         |
| Eslovaquia      | 4   | 2017   | 0         | 2         | 2         |
| Túnez           | 4   | 2017   | 0         | 0         | 4         |
| Turquía         | 4   | 2017   | 0         | 2         | 2         |
| Kazajistán      | 3   | 2017   | 0         | 0         | 3         |
| Montenegro      | 3   | 2017   | 0         | 0         | 3         |
| China Taipéi    | 2   | 2017   | 0         | 0         | 2         |
| Qatar           | 2   | 2017   | 0         | 0         | 2         |
| Eslovenia       | 2   | 2017   | 0         | 1         | 1         |
| Estonia         | 1   | 2017   | 0         | 0         | 1         |
| Austria         | 1   | 2017   | 0         | 0         | 1         |